# 安德烈娅·布拉斯
安德烈娅·布拉斯（西班牙語：Andrea Blas，1992年2月14日—），西班牙女子水球运动员。她曾代表西班牙国家队参加2012年夏季奥林匹克运动会女子水球比赛，获得一枚银牌。